# USS Macon (CA-132)
O USS Macon foi um cruzador pesado operado pela Marinha dos Estados Unidos e a décima primeira embarcação da Classe Baltimore. Sua construção começou em junho de 1943 na New York Shipbuilding Corporation e foi lançado ao mar em outubro de 1944, sendo comissionado na frota norte-americana em agosto do ano seguinte. Era armado com uma bateria principal composta por nove canhões de 203 milímetros montados em três torres de artilharia triplas, tinha um deslocamento carregado de mais de dezessete mil toneladas e alcançava uma velocidade máxima de 33 nós.
O Macon entrou em serviço logo depois do fim da Segunda Guerra Mundial e atuou no Oceano Atlântico. Seus primeiros anos transcorreram sem grandes incidentes, ocupando-se principalmente de treinamentos e exercícios de rotina. Foi descomissionado em abril de 1950, mas recomissionado logo em outubro depois do início da Guerra da Coreia. Retomou sua rotina anterior de exercícios e treinamentos, também sendo utilizado como plataformas de testes para vários equipamentos experimentais. Foi descomissionado de novo em março de 1961 e depois desmontado em 1973.